# Pont-colombier (Veyrac)

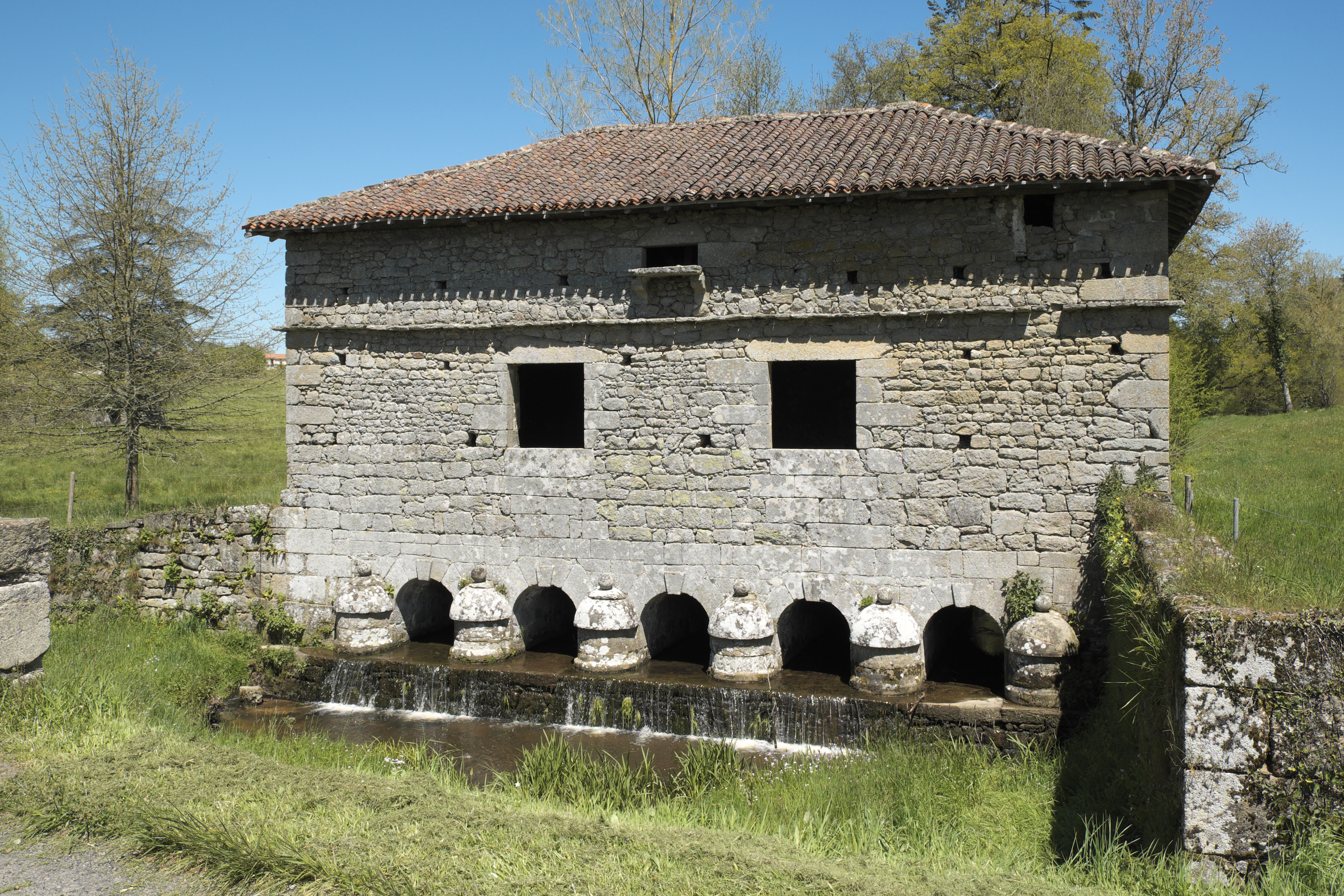
Pont-colombier in Veyrac

Der Pont-colombier (deutsch Brücke mit Taubenhaus) in Veyrac, einer französischen Gemeinde im Département Haute-Vienne in der historischen Region Limousin, wurde im 17. Jahrhundert errichtet. Das Bauwerk ist seit 1973 als Monument historique klassifiziert.

## Beschreibung
Der Pont-colombier über den Fluss Le Glanet ist ein seltenes Bauwerk, das aus einer überbauten Brücke mit einem Taubenhaus besteht. Vermutlich wurde es vom Grundherrn von Veyrac, Jean de Londeix, errichtet. Die Zugänge auf beiden Seiten der Brücke bestehen aus zwei großen Rundbögen, über denen sich ein Stockwerk für das Taubenhaus befindet. Durch das Untergeschoss des rechteckigen Bauwerks fließt durch fünf rundbogige Öffnungen das Wasser des Flusses. Der Brückendurchgang erhält durch rechteckige Fenster Tageslicht.
In der Gemeinde Veyrac gab es einen zweiten Pont-colombier, der nicht mehr erhalten ist.